# A magyar női teke-csapatbajnokságok végeredményei
A magyar női teke-csapatbajnokság 1948-tól kerül megrendezésre. A bajnokságot a Magyar Bowling és Teke Szövetség írja ki és rendezi meg.
A bajnokságokat (egy-két év kivételével) körmérkőzéses rendszerben bonyolították le, a kilencvenes évektől többször rájátszást is rendeztek.
A legtöbb bajnoki címet a Ferencvárosi TC nyerte, 21-szer győztek.
A bajnokcsapatokat tartalmazó források (A magyar sport kézikönyve, illetve a szövetség honlapján található lista a csapatbajnokokról Archiválva 2013. november 11-i dátummal a Wayback Machine-ben) 1947-re az  Előre SE-t jelzik bajnoknak, de semmilyen korabeli forrás nem található rá. A Népsport 1948.04.01-jei számában arról írnak, hogy a férfi csb mintájára kiírják a nőit is, tehát addig nem lehetett. Emellett a Tekézők Sport Lapja 1947. évi számaiban (OSZK) részletesen írnak az induló férfi-bajnokságról, de a nőiről semmit. 1953-ra az Előre SE-t jelzik bajnoknak, de a Népsport 1953.12.15-i kiadása alapján a SZOT I. volt a bajnok.

## A bajnokságok végeredményei
1948
1. Előre SE 24, 2. Első Kecskeméti Konzervgyár 20, 3. Szegedi VAOSZ 18, 4. Szegedi Tisza VSE 14, 5. Kistext SE 12, 6. Szombathelyi Bőrgyár 12, 7. Kecskeméti VSE 10, 8. Székesfehérvári VSE 2 pont
1949
1. Első Kecskeméti Konzervgyár 28, 2. Kecskeméti VSE 24, 3. Előre SE 22, 4. Szegedi KASE (volt Szegedi VAOSZ) 22, 5. Szegedi Lokomotív (volt Szegedi Tisza VSE) 19, 6. Kistext SE 13, 7. Győri VSE 12, 8. Pécsi Magasépítő NV 8, 9. Rádió 0 pont
1950
1. Első Kecskeméti Konzervgyár 38, 2. Kecskeméti VSK (volt Kecskeméti VSE) 36, 3. Bp. Előre (volt Előre SE) 34, 4. Győri VSK (volt Győri VSE) 28, 5. Szegedi Lokomotív 26, 6. Kistext SE 24, 7. Szegedi KASE	22, 8. Szegedi Építők 16, 9. Fáklya Antenna (volt Rádió) 12, 10. Ceglédi VSK 12, 11. Kőbányai Középítés 8, 12. Győri Lenszövő 8 pont
1951
A bajnokságot átszervezték, az országos döntőben szakszervezeti csapatok játszottak, a klubcsapatok csak a területi csoportokban játszottak.
Országos döntő: 1. Előre SE (forrás nem található)
Budapesti csoport: 1. Bp. Előre 22, 2. VL Kistext (volt Kistext SE) 14, 3. Vasas MÁVAG 14, 4. Fáklya Antenna 12, 5. Kőbányai Középítés 10, 6. Csepeli Vasas 6, 7. Bp. Előre II. 6 pont
1952
Ebben az évben az országos döntőben területi csapatok indultak.
Országos döntő: 1. Bp. Előre (forrás nem található)
Budapesti csoport: 1. Bp. Előre 26, 2. Vasas MÁVAG 20, 3. VL Kistext 18, 4. Fáklya Antenna 16, 5. Csepeli Vasas 12, 6. Bp. Előre II. 8, 7. 42. sz. Építők 8, 8. Szikra SZÉL 2 pont
1953
Ebben az évben az országos döntőben ismét szakszervezeti csapatok indultak.
Országos döntő: 1. SZOT I. 2358, 2. SZOT II. 2164, 3. Honvéd SE 2095, 4. Dózsa SE 2006 fa
1954
Ebben az évben az országos döntőben ismét területi csapatok indultak.
Országos döntő: 1. Budapest II. 1656, 2. Csongrád megye 1617, 3. Budapest I. 1610, 4. Bács-Kiskun megye 1578, 5. Győr-Sopron megye 1570, 6. Pest megye 1548 fa
Budapesti csoport: 1. Bp. Előre 34, 2. VL Kistext 28, 3. Csepeli Vasas 26, 4. Vasas MÁVAG 26, 5. Honvéd Petőfi 16, 6. Közlekedési Építők 16, 7. Kinizsi SZÉL (volt Szikra SZÉL) 14, 8. Bp. Előre II. 12, 9. Csepeli Vasas II. 4, 10. Előre MÁVAUT 4 pont
1955
Országos döntő: 1. Vasas MÁVAG 1679, 2. Bp. Törekvés (volt Bp. Előre) 1659, 3. Kecskeméti Kinizsi 1638, 4. Szegedi Bástya (volt Szegedi KASE) 1575, 5. Csepeli Vasas 1543, 6. Soproni Textil 1507, 7. Pécsi Honvéd 1479, 8. Nyíregyházi Bástya 1435 fa
Budapesti csoport: 1. Vasas MÁVAG 42, 2. Bp. Törekvés 40, 3. Csepeli Vasas 34, 4. Kinizsi SZÉL 32, 5. Honvéd Bástya (volt Honvéd Petőfi) 30, 6. Közlekedési Építők 30, 7. Vasas MÁVAG II. 26, 8. Bp. Törekvés II. 24, 9. Bp. Törekvés III. 16, 10. Csepeli Vasas II. 12, 11. VL Kistext 12, 12. Honvéd Bástya II. 8, 13. Kinizsi SZÉL II. 5 pont (1 pont levonva)
1957
Minősítő bajnokság az 1957–58-as bajnokságra. Ettől az évtől az egyéni győzelmek alapján kapták a csapatok a pontokat.
Budapesti csoport: 1. Bp. Előre (volt Bp. Törekvés) 55, 2. Vasas MÁVAG 45 (2 pont levonva), 3. Ferencvárosi SZÉL (volt Kinizsi SZÉL) 37, 4. Közlekedési Építők 34, 5. Csepel SC (volt Csepeli Vasas) 30, 6. Bp. Előre II. 23, 7. HM Petőfi (volt Honvéd Bástya) 16 pont (4 pont levonva)
1957–58
Ettől az évtől visszaállították a nemzeti bajnokság rendszerét.
1. Vasas MÁVAG 204, 2. Bp. Előre 190, 3. Kecskeméti TE (volt Kecskeméti Kinizsi) 159 (1 pont levonva), 4. Közlekedési Építők 154, 5. Szegedi Petőfi AK (volt Szegedi Bástya) 138, 6. Szegedi Textil 132 (1 pont levonva), 7. Ferencvárosi SZÉL 128 (1 pont levonva), 8. Bp. Előre II. 126, 9. Csepel SC 113, 10. Újszegedi Kender 102, 11. HM Petőfi 88 (1 pont levonva), 12. Zuglói Danuvia 44 pont
1958
1. Bp. Előre 71, 2. Szegedi Petőfi AK 61, 3. Vasas MÁVAG 60, 4. Közlekedési Építők 57, 5. Szegedi Textil 50, 6. Csepel SC 49, 7. Ferencvárosi SZÉL 40, 8. Újszegedi Kender 39,5, 9. Kecskeméti TE 35, 10. HM Petőfi 28,5, 11. Zuglói Danuvia 20, 12. Vasas MÁVAG II. 17 pont
1959
1. Ganz-MÁVAG VSE (volt Vasas MÁVAG) 105,5, 2. Bp. Előre 105, 3. Szegedi Petőfi AK 94,5, 4. Közlekedési Építők 75,5, 5. Csepel SC 74,5, 6. Szegedi Textil 69, 7. Ferencvárosi SZÉL 62, 8. Zuglói Danuvia 61,5, 9. Bp. Előre II. 49, 10. Ganz-MÁVAG SE II. 23,5 pont
1960
1. Ganz-MÁVAG VSE 94,5, 2. Bp. Előre 86,5, 3. Szegedi Petőfi AK 76, 4. Szegedi Kender (volt Újszegedi Kender) 70, 5. Ferencvárosi SZÉL 61,5, 6. Rózsa Ferenc Építők (volt Közlekedési Építők) 57, 7. Kecskeméti TE 47,5, 8. Csepel SC 44,5, 9. Zuglói Danuvia 42,5 pont
1961
1. Ganz-MÁVAG VSE 100, 2. Szegedi AK (volt Szegedi Petőfi AK) 94,5, 3. Bp. Előre 93,5, 4. Magyar Likőr SK (volt Ferencvárosi SZÉL) 84, 5. Szegedi Kender 78, 6. Csepel SC 67, 7. Rózsa Ferenc Építők 65, 8. Kecskeméti TE 61, 9. Zuglói Danuvia 48,5, 10. Kecskeméti MÁV (volt Kecskeméti VSK) 27 pont
1962
1. Szegedi Kender 95, 2. Ganz-MÁVAG VSE 93, 3. Bp. Előre 88, 4. Magyar Likőr SK 88, 5. Szegedi AK 77,5, 6. Zuglói Danuvia 70, 7. Kecskeméti TE 69, 8. Rózsa Ferenc Építők 53,5, 9. Csepel SC 50, 10. Kecskeméti MÁV 36 pont
1963
1. Ganz-MÁVAG VSE 88, 2. Magyar Likőr SK 79,5, 3. Szegedi AK 77, 4. Bp. Előre 72,5, 5. Csepel SC 70, 6. Szegedi Kender 61,5, 7. Zuglói Danuvia 55, 8. Rózsa Ferenc Építők 47,5, 9. Kecskeméti MÁV 25 pont
1964
1. Bp. Előre 123, 2. Magyar Likőr SK 113, 3. Szegedi AK 112, 4. Ganz-MÁVAG VSE 107, 5. Csepel SC 102, 6. Szegedi Kender 96, 7. Zuglói Danuvia 81, 8. Rózsa Ferenc Építők 74,5, 9. Kecskeméti MÁV 72, 10. Kőbányai Sör 60,5, 11. Tatabányai Bányász 57,5, 12. Kőbányai Porcelán 56,5 pont
1965
1. Ferencvárosi TC (volt Magyar Likőr SK) 128, 2. Rózsa Ferenc Építők 100, 3. Ganz-MÁVAG VSE 98, 4. Bp. Előre 97,5, 5. Szegedi AK 97,5, 6. Csepel SC 95,5, 7. Kőbányai Sör 89, 8. Zuglói Danuvia 81,5, 9. Pécsi BTC 80, 10. Kecskeméti MÁV 78,5, 11. Békéscsabai Spartacus 60,5, 12. Szegedi Kender 50 pont
1966
1. Bp. Előre 121,5, 2. Szegedi AK 117,5, 3. Csepel SC 107, 4. Ferencvárosi TC 98, 5. Ganz-MÁVAG VSE 89,5, 6. Zuglói Danuvia 85, 7. Kecskeméti MÁV 85, 8. Pécsi BTC 80,5, 9. Rózsa Ferenc Építők 80,5, 10. Kőbányai Sör 71, 11. Tatabányai Bányász 70, 12. Kőbányai Porcelán 48,5 pont
1967
1. Ferencvárosi TC 119, 2. Csepel SC 112, 3. Kecskeméti MÁV 105, 4. Szegedi AK 104, 5. Bp. Előre 99, 6. Pécsi BTC 87, 7. Kőbányai Sörgyár 85, 8. Zuglói Danuvia 80, 9. Rózsa Ferenc Építők 79, 10. Győri Lenszövő 74, 11. Békéscsabai Spartacus 60, 12. Ganz-MÁVAG VSE 54 pont
1968
1. Ferencvárosi TC 127, 2. Bp. Előre 109, 3. Szegedi AK 107, 4. Csepel SC 105, 5. Győri Richards 97, 6. Kőbányai Porcelán 93, 7. Kecskeméti MÁV 78, 8. Rózsa Ferenc Építők 77, 9. Zuglói Danuvia 75, 10. Győri Lenszövő 65, 11. Pécsi BTC 64, 12. Kőbányai Sörgyár 59 pont
1969
1. Ferencvárosi TC 129, 2. Csepel SC 104, 3. BKV Előre (volt Bp. Előre) 102, 4. Kőbányai Porcelán 87, 5. Nagykanizsai Kinizsi 86, 6. Szegedi AK 85, 7. Győri Richards 84, 8. Tatabányai Bányász 82, 9. Zuglói Danuvia 78, 10. Kecskeméti MÁV 76, 11. Rózsa Ferenc Építők 74, 12. Győri Lenszövő 69 pont
1970
1. Ferencvárosi TC 111, 2. BKV Előre 102, 3. Kőbányai Porcelán 100, 4. Szegedi AK 97, 5. Csepel SC 96, 6. Tatabányai Bányász 88, 7. Nagykanizsai Kinizsi 88, 8. Kecskeméti MÁV 85, 9. Győri Richards 80, 10. Zuglói Danuvia 70, 11. Bakony Vegyész 70, 12. Vasas Ikarus 69 pont
1971
Ettől az évtől újra a csapatgyőzelmek alapján kapták a csapatok a pontokat.
1. Ferencvárosi TC 30, 2. Kecskeméti MÁV 30, 3. Szegedi AK 28, 4. BKV Előre 28, 5. Kőbányai Porcelán 26, 6. Tatabányai Bányász 26, 7. Nagykanizsai Kinizsi 25, 8. Rózsa Ferenc Építők 21, 9. Csepel SC 18, 10. Győri Richards 14, 11. Zuglói Danuvia 9, 12. Kőbányai Sörgyár 9 pont
1972
1. Szegedi AK 32, 2. Ferencvárosi TC 30, 3. Győri Richards 30, 4. Nagykanizsai Kinizsi 27, 5. Kőbányai Porcelán 26, 6. BKV Előre 24, 7. Tatabányai Bányász 20, 8. Rózsa Ferenc Építők 20, 9. Bakony Vegyész 19, 10. Csepel SC 18, 11. Kecskeméti MÁV 16, 12. Vasas Ikarus 2 pont
1973
1. BKV Előre 30, 2. Ferencvárosi TC 28, 3. Kőbányai Porcelán 26, 4. Rózsa Ferenc Építők 26, 5. Csepel SC 26, 6. Tatabányai Bányász 24, 7. Szegedi AK 23, 8. Győri Richards 23, 9. Győri Lenszövő 20, 10. Nagykanizsai Kinizsi 20, 11. Bakony Vegyész 16, 12. Kőbányai Sörgyár 2 pont
1974
1. Kőbányai Porcelán 31, 2. Ferencvárosi TC 28, 3. BKV Előre 27, 4. Tatabányai Bányász 26, 5. Kanizsa Sörgyár 24, 6. Győri Richards 24, 7. Szegedi AK 22, 8. Győri Lenszövő 20, 9. Rózsa Ferenc Építők 18, 10. Kecskeméti MÁV 17, 11. Csepel SC 15, 12. Pécsi BTC 12 pont
1975
1. Ferencvárosi TC 35, 2. Szegedi AK 30, 3. Kőbányai Porcelán 27, 4. Kanizsa Sörgyár 26, 5. Győri Lenszövő 24, 6. Győri Richards 22, 7. Tatabányai Bányász 20, 8. BKV Előre 19, 9. Békéscsabai Előre Spartacus (volt Békéscsabai Spartacus) 17, 10. Rózsa Ferenc Építők 16, 11. Postás SE 15, 12. Kecskeméti MÁV 13 pont
1976
1. Szegedi AK 37, 2. Ferencvárosi TC 29, 3. Győri Lenszövő 28, 4. Kőbányai Porcelán 25, 5. Békéscsabai Előre Spartacus 24, 6. Győri Richards 22, 7. Kanizsa Sör 22, 8. Bp. Építők (volt Rózsa Ferenc Építők) 20, 9. BKV Előre 19, 10. Békéscsabai MÁV 18, 11. Tatabányai Bányász 11, 12. Csepel SC 9 pont
1977
1. Ferencvárosi TC 36, 2. Szegedi EOL AK (volt Szegedi AK) 31, 3. BKV Előre 28, 4. Kőbányai Porcelán 28, 5. Győri Lenszövő 24, 6. Békéscsabai Előre Spartacus 21, 7. Békéscsabai MÁV 21, 8. Kanizsa Sör 20, 9. Győri Richards 19, 10. Kecskeméti MÁV 17, 11. Postás SE 13, 12. Bp. Építők 6 pont
1978
1. Kőbányai Porcelán 32, 2. Szegedi EOL AK 31, 3. Győri Lenszövő 28, 4. BKV Előre 26, 5. Ferencvárosi TC 24, 6. Győri Richards 22, 7. Bakony Vegyész 22, 8. Kecskeméti MÁV 18, 9. Kanizsa Sör 17, 10. Békéscsabai Előre Spartacus 17, 11. DÉLÉP SC 14, 12. Békéscsabai MÁV 13 pont
1979
1. Ferencvárosi TC 32, 2. Kőbányai Porcelán 30, 3. Szegedi EOL AK 25, 4. Bakony Vegyész 24, 5. BKV Előre 23, 6. Postás SE 23, 7. Kecskeméti MÁV 23, 8. Győri Lenszövő 22, 9. Győri Richards 19, 10. Kanizsa Sör 18, 11. Békéscsabai Előre Spartacus 13, 12. Építők SC (volt Bp. Építők) 12 pont
1980
1. Ferencvárosi TC 32, 2. Kőbányai Porcelán 29, 3. Szegedi EOL AK 28, 4. Győri Lenszövő 28, 5. DÉLÉP SC 26, 6. Postás SE 24, 7. Bakony Vegyész 22, 8. BKV Előre 22, 9. Kanizsa Sör 16, 10. Kecskeméti MÁV 13, 11. Tatabányai Bányász 12, 12. Győri Richards 12 pont
1981
1. DÉLÉP SC 36, 2. BKV Előre 29, 3. Ferencvárosi TC 28, 4. Szegedi EOL AK 26, 5. Postás SE 22, 6. Bakony Vegyész 22, 7. Kőbányai Porcelán 22, 8. Győri Lenszövő 20, 9. Zuglói Danuvia 19, 10. Ózdi Kohász 17, 11. Kecskeméti MÁV 16, 12. Kanizsa Sör 7 pont
1982
Ebben az évben a bajnokságot két csoportban játszották, a csoportok első helyezettjei játszhattak a bajnoki címért, a másodikok a bronzéremért.
Döntő: 1. BKV Előre, 2. Kőbányai Porcelán, 3. DÉLÉP SC, 4. Bakony Vegyész
A csoport: 1. Kőbányai Porcelán 14, 2. DÉLÉP SC 13, 3. Szegedi EOL AK 11, 4. Postás SE 10, 5. Ferencvárosi TC 8, 6. Békéscsabai MÁV 4 pont
B csoport: 1. BKV Előre 18, 2. Bakony Vegyész 13, 3. Győri Richards 10, 4. Győri Lenszövő 9, 5. Ózdi Kohász 6, 6. Zuglói Danuvia 4 pont
1982–83
1. Ferencvárosi TC 34, 2. BKV Előre 33, 3. Kőbányai Porcelán 28, 4. DÉLÉP SC 28, 5. Szegedi EOL AK 23, 6. Bakony Vegyész 23, 7. Ózdi Kohász 20, 8. Győri Richards 20, 9. Postás SE 16, 10. Békéscsabai MÁV 16, 11. Győri Lenszövő 14, 12. Zuglói Danuvia 12 pont
1983–84
1. DÉLÉP SC 33, 2. BKV Előre 31, 3. Szegedi EOL AK 26, 4. Kőbányai Porcelán 24, 5. Ferencvárosi TC 22, 6. Győri Richards 22, 7. Bakony Vegyész 18, 8. Ózdi Kohász 17, 9. Postás SE 13, 10. Zalaegerszegi TE 8, 11. Debreceni MVSC 6 pont, a Békéscsabai MÁV visszalépett
1984–85
1. DÉLÉP SC 34, 2. Ferencvárosi TC 32, 3. Szegedi EOL AK 32, 4. Ózdi Kohász 28, 5. Kőbányai Porcelán 27, 6. BKV Előre 26, 7. Győri Richards 21, 8. Tatabányai Bányász 19, 9. Postás SE 16, 10. Bakony Vegyész 16, 11. Nyíregyházi Taurus 7, 12. Zalaegerszegi TE 6 pont
1985–86
1. Szegedi EOL-DÉLÉP SE (volt Szegedi EOL AK és DÉLÉP SC) 34, 2. Ferencvárosi TC 32, 3. Kőbányai Porcelán 26, 4. BKV Előre 25, 5. Szegedi Postás 24, 6. Tatabányai Bányász 19, 7. Ózdi Kohász 16, 8. Győri Richards 16, 9. Postás SE 15, 10. Győri Lenszövő 13, 11. Kecskeméti MÁV 0 pont
1986–87
1. Szeged SC (volt Szegedi EOL-DÉLÉP SE) 38, 2. BKV Előre 36, 3. Ferencvárosi TC 31, 4. Szegedi Postás 30, 5. Kőbányai Porcelán 25, 6. Tatabányai Bányász 24, 7. Győri Lenszövő 16, 8. Zalaegerszegi TE 16, 9. Postás SE 15, 10. Ózdi Kohász 12, 11. Győri Richards 12, 12. Zuglói Danuvia 9 pont
1987–88
1. Szeged SC 35, 2. BKV Előre 34, 3. Ferencvárosi TC 33, 4. Szegedi Postás 31, 5. Győri Lenszövő 27, 6. Kőbányai Porcelán 24, 7. Tatabányai Bányász 21, 8. Ózdi Kohász 14, 9. Postás SE 14, 10. Szanki Olajbányász 12, 11. Kanizsa Sör 11, 12. Zalaegerszegi TE 8 pont
1988–89
1. Szegedi Építők (volt Szeged SC) 38, 2. Ferencvárosi TC 36, 3. BKV Előre 34, 4. Szegedi Postás 31, 5. Szanki Olajbányász 19, 6. Tatabányai Bányász 18, 7. Zuglói Danuvia 18, 8. Ózdi Kohász 18, 9. Kőbányai Porcelán 16, 10. Győri Lenszövő 14, 11. Postás SE 13, 12. Győri Richards 9 pont
1989–90
1. Szegedi Építők 39, 2. Ferencvárosi TC 37, 3. BKV Előre 36, 4. Szegedi Postás 27, 5. Ózdi Kohász 25, 6. Zalaegerszegi TE 18, 7. Tatabányai Bányász 18, 8. Szanki Olajbányász 18, 9. Debreceni MTE (volt Debreceni MVSC) 14, 10. Győri Lenszövő 12, 11. Zuglói Danuvia 12, 12. Kőbányai Porcelán 8 pont
1990–91
1. BKV Előre 34, 2. Ferencvárosi TC 34, 3. Szegedi Építők 31, 4. Szegedi Postás 29, 5. Szanki Olajbányász 28, 6. Debreceni MTE 23, 7. Ózdi Kohász 21, 8. OKGT BSE 20, 9. Tatabányai Bányász 16, 10. Zalaegerszegi TE Építők (volt Zalaegerszegi TE) 14, 11. Győri Lenszövő-Richards (volt Győri Lenszövő és Győri Richards) 11, 12. Köfém SC 3 pont
1991–92
Ebben az évben a bajnokságot két csoportban játszották, majd rájátszásban döntöttek a végső helyezésekért.
Alapszakasz
Keleti csoport: 1. Szegedi Postás 16, 2. Ferencvárosi TC 14, 3. Szegedi Építők 12, 4. Szanki Olajbányász 8, 5. Ózdi Kohász 7, 6. Debreceni MTE 3 pont
Nyugati csoport: 1. BKV Előre 20, 2. Tatabányai Bányász 12, 3. OKGT BSE 10, 4. Zalaegerszegi TE Építők 10, 5. Kanizsa Sör 6, 6. Dreher Sör (volt Kőbányai Sörgyár) 2 pont
Rájátszás
Középszakasz az 1–6. helyért: 1. BKV Előre 16, 2. Ferencvárosi TC 13, 3. Szegedi Postás 12, 4. Szegedi ESK (volt Szegedi Építők) 10, 5. OKGT BSE 5, 6. Tatabányai Bányász 4 pont
1–4. helyért: 1. Ferencvárosi TC 18, 2. BKV Előre 12, 3. Szegedi ESK 10, 4. Szegedi Postás 4 pont
5–6. helyért: OKGT BSE–Tatabányai Bányász 2:6, 7:1
Keleti csoport: 4. Ózdi Kohász 19, 5. Debreceni MTE 18, 6. Szanki Olajbányász 17 pont
Nyugati csoport: 4. Kanizsa Sör 24, 5. Zalaegerszegi TE Építők 20,5, 6. Dreher Sör 9,5 pont
1992–93
Alapszakasz: 1. BKV Előre 24, 2. Ferencvárosi TC 24, 3. Szegedi ESK 20, 4. Ózdi Kohász 12, 5. OKGT BSE 11, 6. Szegedi Postás 10, 7. Kanizsa Sör 6, 8. Tatabányai SC (volt Tatabányai Bányász) 5 pont
Rájátszás
A csoport (1–4. helyért): 1. BKV Előre 14, 2. Szegedi ESK 12, 3. Ferencvárosi TC 10, 4. Ózdi Kohász 4 pont
B csoport (5–8. helyért): 5. OKGT BSE 14, 2. Szegedi Postás 12, 3. Tatabányai SC 10, 4. Kanizsa Sör 4 pont
1993–94
Alapszakasz: 1. Szegedi ESK 24, 2. BKV Előre 22, 3. Ferencvárosi TC 20, 4. Ózdi VTC (volt Ózdi Kohász) 16, 5. Köfém SC 10, 6. Szegedi Postás 8, 7. Debreceni MTE 6, 8. Zalaegerszegi TE-ZÁÉV (volt Zalaegerszegi TE Építők) 6 pont
Rájátszás
A csoport (1–4. helyért): 1. Szegedi ESK 12, 2. BKV Előre 12, 3. Ferencvárosi TC 10, 4. Ózdi VTC 6 pont
B csoport (5–8. helyért): 5. Köfém SC 16, 6. Szegedi Postás 9, 7. Debreceni MTE 9, 8. Zalaegerszegi TE-ZÁÉV 6 pont
1994–95
Alapszakasz: 1. Ferencvárosi TC 24, 2. Szegedi ESK 20, 3. BKV Előre 18, 4. Köfém SC 15, 5. Ózdi VTC 13, 6. Szegedi Postás 12, 7. Tatabányai SC 6, 8. Debreceni MTE 2 pont (a Szegedi ESK és a Köfém SC egy meccsel kevesebbet játszott)
Rájátszás
A csoport (1–4. helyért): 1. BKV Előre 32, 2. Ferencvárosi TC 26, 3. Szegedi ESK 21, 4. Köfém SC 11 pont
B csoport (5–8. helyért): 5. Szegedi Postás 33, 6. Ózdi VTC 26, 7. Tatabányai SC 16, 8. Debreceni MTE 15 pont
1995–96
Alapszakasz: 1. Ferencvárosi TC 26, 2. BKV Előre 22, 3. Szegedi ESK 18, 4. Köfém SC 14, 5. Ózdi VTC 12, 6. Szegedi Petrolszerviz SE (volt Szegedi Postás) 8, 7. Szanki Olajbányász 8, 8. Tatabányai SC 4 pont
Rájátszás
A csoport (1–4. helyért): 1. Szegedi ESK 28, 2. Ferencvárosi TC 24, 3. BKV Előre 23, 4. Köfém SC 15 pont
B csoport (5–8. helyért): 5. Szegedi Petrolszerviz SE 27, 6. Ózdi VTC 26, 7. Tatabányai SC 19, 8. Szanki Olajbányász 18 pont
1996–97
Alapszakasz: 1. BKV Előre 26, 2. Ferencvárosi TC 24, 3. Köfém SC 19, 4. Szegedi ESK 14, 5. Ózdi VTC 12, 6. Szegedi Petrolszerviz SE 9, 7. Zalaegerszegi TE-ZÁÉV 6, 8. Tatabányai SC 2 pont
Rájátszás
A csoport (1–4. helyért): 1. Ferencvárosi TC 33, 2. BKV Előre 30, 3. Köfém SC 16, 4. Szegedi ESK 11 pont
B csoport (5–8. helyért): 5. Szegedi Petrolszerviz SE 27, 6. Ózdi VTC 26, 7. Zalaegerszegi TE-ZÁÉV 22, 8. Tatabányai SC 15 pont
1997–98
Alapszakasz: 1. Ferencvárosi TC 25, 2. Köfém SC 20, 3. BKV Előre 18, 4. Szegedi ESK 16, 5. Ózdi VTK (volt Ózdi VTC) 16, 6. Szegedi Petrolszerviz SE 8, 7. Zalaegerszegi TE-ZÁÉV 8, 8. Debreceni MTE 1 pont
Rájátszás
A csoport (1–4. helyért): 1. Ferencvárosi TC 34, 2. BKV Előre 24, 3. Szegedi ESK 17, 4. Köfém SC 15 pont
B csoport (5–8. helyért): 5. Ózdi VTK 28, 6. Szegedi Petrolszerviz SE 25, 7. Zalaegerszegi TE-ZÁÉV 20, 8. Debreceni MTE 17 pont
1998–99
1. Ferencvárosi TC 36, 2. BKV Előre 34, 3. Szegedi ESK 34, 4. Ózdi VTK 28, 5. Tatabányai SC 26, 6. Köfém SC 26, 7. Zalaegerszegi TE-ZÁÉV 22, 8. Szegedi Petrolszerviz SE 21, 9. Postás-Matáv SE (volt Postás SE) 19, 10. Szanki Olajbányász 12, 11. Kaposvári Építők 6, 12. Debreceni MTE 0 pont
1999–2000
1. Ferencvárosi TC 36, 2. Szegedi ESK 34, 3. Köfém SC 31, 4. BKV Előre 30, 5. Zalaegerszegi TE-ZÁÉV 27, 6. Ózdi VTK 23, 7. Postás-Matáv SE 20, 8. Szegedi Petrolszerviz SE 15, 9. Perenyei TK 14, 10. Tatabányai SC 12, 11. Pécsi NTSE 11, 12. Szanki Olajbányász 11 pont
2000–01
Ebben az évben a bajnokságot két csoportban játszották, majd rájátszásban döntöttek a végső helyezésekért.
Alapszakasz
Keleti csoport: (résztvevők) BKV Előre, Fővárosi Vízművek SK, Ózdi VTC, Postás-Matáv SE, Szanki Olajbányász, Szegedi ESK, Szolnoki MÁV, Tatabányai SC
Nyugati csoport: (résztvevők) Csornai SE, Dynamic TSK Győr, Ferencvárosi TC, Kaposvári TK, Köfém SC, Perenyei TK, Pécsi NTSE, Zalaegerszegi TE-ZÁÉV
Rájátszás
1–4. helyért: 1. Ferencvárosi TC, 2. Zalaegerszegi TE-ZÁÉV, 3. BKV Előre, 4. Ózdi VTC
5–10. helyért: 5. Köfém SC, 6. Tatabányai SC, 7. Szegedi ESK, 8. Pécsi NTSE, 9. Szanki Olajbányász, 10. Csornai SE
11–16. helyért: 11. Perenyei TK, 12. Postás-Matáv SE, 13. Fővárosi Vízművek SK, 14. Dynamic TSK Győr, 15. Szolnoki MÁV, 16. Kaposvári TK
2001–02
Rájátszás
A csoport (1–4. helyért): 1. Ferencvárosi TC 39, 2. BKV Előre 33, 3. Köfém SC 28, 4. Szegedi ESK 23 pont
B csoport (5–8. helyért): 5. Zalaegerszegi TE-ZÁÉV 29, 6. Tatabányai SC 24, 7. Pécsi TSE (volt Pécsi NTSE) 14, 8. Szanki Olajbányász 10 pont
2002–03
Rájátszás
A csoport (1–4. helyért): 1. Ferencvárosi TC 38, 2. Zalaegerszegi TE-ZÁÉV 31, 3. BKV Előre 28, 4. Köfém SC 25 pont
B csoport (5–8. helyért): 5. Szegedi ESK 30, 6. Tatabányai SC 28, 7. Fővárosi Vízművek SK 14, 8. Pécsi TSE 6 pont
2003–04
1. Ferencvárosi TC 42, 2. BKV Előre 36, 3. Zalaegerszegi TE-ZÁÉV 36, 4. Amazon TSE Szeged (volt Szegedi ESK) 30, 5. Köfém SC 23, 6. Tatabányai SC 23, 7. Fővárosi Vízművek SK 23, 8. Pécsi TSE 19, 9. Ritmus SE Kaposvár 10, 10. Szanki Olajbányász 9, 11. Postás-Matáv SE 8, 12. Szolnoki MÁV 5 pont
2004–05
1. BKV Előre 34, 2. Ferencvárosi TC 32, 3. Zalaegerszegi TE-ZÁÉV 22, 4. Amazon TSE Szeged 18, 5. Tatabányai SC 18, 6. Köfém SC 18, 7. Fővárosi Vízművek SK 11, 8. Pécsi TSE 11, 9. Ritmus SE Kaposvár 9, 10. Szanki Olajbányász 7 pont
2005–06
1. BKV Előre 22, 2. Zalaegerszegi TE-ZÁÉV 20, 3. Ferencvárosi TC 19, 4. Tatabányai SC 16, 5. Köfém SC 15, 6. Ritmus SE Kaposvár 12, 7. Pécsi TSE 5, 8. Postás-Matáv SE 2 pont
2006–07
Ebben az évben a győzelem 3 pontot ért.
1. BKV Előre 48, 2. Zalaegerszegi TE-ZÁÉV 34, 3. Ferencvárosi TC 34, 4. Ritmus SE Kaposvár 30, 5. Köfém SC 21, 6. Pécsi TSE 19, 7. Tatabányai SC 12, 8. Postás SE (volt Postás-Matáv SE) 10, 9. Köszolg SC 5 pont
2007–08
1. BKV Előre 34, 2. Zalaegerszegi TE-ZÁÉV 30, 3. Ferencvárosi TC 23, 4. Köfém SC 18, 5. Ritmus SE Kaposvár 17, 6. Dynamic TSK Győr 12, 7. Köszolg SC 12, 8. Tatabányai SC 12, 9. Szolnoki MÁV 12, 10. Pécsi TSE 10 pont
2008–09
1. BKV Előre 34, 2. Zalaegerszegi TE-ZÁÉV 28, 3. Ferencvárosi TC 24, 4. Köszolg SC 22, 5. Köfém SC 19, 6. Szolnoki MÁV 13, 7. Ritmus SE Kaposvár 13, 8. Tatabányai SC 13, 9. Szombathely-Perenyei TK 9, 10. Dynamic TSK Győr 5 pont
2009–10
Alapszakasz: 1. Ferencvárosi TC 30, 2. BKV Előre 27, 3. Zalaegerszegi TE-ZÁÉV 27, 4. Köfém SC 23, 5. Szombathely-Perenyei TK 22, 6. Köszolg SC 18, 7. Tatabányai SC 14, 8. Rákoshegyi VSE 9, 9. Dynamic TSK Győr 7, 10. Szolnoki MÁV 3 pont
Rájátszás
Elődöntő: Ferencvárosi TC–Köfém SC 3:5, 6:2 és BKV Előre–Zalaegerszegi TE-ZÁÉV 6:2, 1:7
3. helyért: BKV Előre–Köfém SC 1:7, 2:6
Döntő: Ferencvárosi TC–Zalaegerszegi TE-ZÁÉV 3:5, 3:5
2010–11
Alapszakasz: 1. BKV Előre 33, 2. Zalaegerszegi TE-ZÁÉV 32, 3. Ferencvárosi TC 26, 4. Rákoshegyi VSE 19, 5. Köfém SC 18, 6. Tatabányai SC 14, 7. Köszolg SC 12, 8. Pécsi TSE 11, 9. Szombathely-Perenyei TK 9, 10. Gravitáció TK Szombathely 4 pont
Rájátszás
Elődöntő: BKV Előre–Rákoshegyi VSE 5:3, 6:2 és Zalaegerszegi TE-ZÁÉV–Ferencvárosi TC 5:3, 2:6
3. helyért: Zalaegerszegi TE-ZÁÉV–Rákoshegyi VSE 6:2, 8:0
Döntő: BKV Előre–Ferencvárosi TC 7:1, 3:5
2011–12
Alapszakasz
A csoport: 1. Zalaegerszegi TE-ZÁÉV 20, 2. Ferencvárosi TC 16, 3. Köfém SC 14, 4. Szombathely-Perenyei TK 12, 5. Győri Lenszövő 11, 6. Watt 22 SE 6, 7. Gravitáció TK Szombathely 5 pont
B csoport: 1. BKV Előre 22, 2. Rákoshegyi VSE 18, 3. Tatabányai SC 14, 4. Köszolg SC 13, 5. Pécsi TSE 10, 6. Dynamic TSK Győr 7, 7. Szolnoki MÁV 0 pont
Rájátszás
1–6. helyért: 1. BKV Előre 16, 2. Zalaegerszegi TE-ZÁÉV 14, 3. Ferencvárosi TC 12, 4. Rákoshegyi VSE 8, 5. Köfém SC 8 (1 pont levonva), 6. Tatabányai SC 1 pont
7–14. helyért: 7. Köszolg SC 18, 8. Pécsi TSE 18, 9. Győri Lenszövő 18, 10. Watt 22 SE 17, 11. Dynamic TSK Győr 17, 12. Szombathely-Perenyei TK 16, 13. Gravitáció TK Szombathely 8, 14. Szolnoki MÁV -2 pont (2 pont levonva)
2012–13
1. Zalaegerszegi TE-ZÁÉV 34, 2. Rákoshegyi VSE 34, 3. Ferencvárosi TC 31, 4. Pécsi TSE 22, 5. Köfém SC 21, 6. Győri Lenszövő 21, 7. BKV Előre 18, 8. Watt 22 SE 13, 9. Rákoshegyi VSE II. 9, 10. Tatabányai SC 9, 11. Dynamic TSK Győr 8 pont
2013–14
1. Rákoshegyi VSE 35, 2. Zalaegerszegi TE-ZÁÉV 33, 3. BKV Előre 26, 4. Balatoni Vasas 20, 5. Watt 22 SE 19, 6. Rákoshegyi VSE II. 18, 7. Ferencvárosi TC 18, 8. Győri Lenszövő 18, 9. Tatabányai SC 17, 10. Dynamic TSK Győr 10, 11. Szentesi TE 6 pont
2014–15
Alapszakasz: 1. Rákoshegyi VSE 33, 2. Zalaegerszegi TE-ZÁÉV 28, 3. BKV Előre 26, 4. Tatabányai SC 22, 5. Balatoni Vasas 19, 6. Rákoshegyi VSE II. 17, 7. Győri Lenszövő 12, 8. Szentesi TE 11, 9. Ferencvárosi TC 8, 10. Dynamic TSK Győr 4 pont
Rájátszás
1–4. helyért: 1. Rákoshegyi VSE 43, 2. Zalaegerszegi TE-ZÁÉV 36, 3. BKV Előre 30, 4. Tatabányai SC 24 pont
5–8. helyért: 5. Balatoni Vasas 26, 6. Rákoshegyi VSE II. 25, 7. Győri Lenszövő 20, 8. Szentesi TE 12 pont
2015–16
Alapszakasz: 1. Rákoshegyi VSE 34, 2. Zalaegerszegi TE-ZÁÉV 29, 3. Balatoni Vasas 26, 4. Ferencvárosi TC 21, 5. BKV Előre 20, 6. Tatabányai SC 18, 7. Győri Lenszövő 18, 8. Szentesi TE 6, 9. Rákoshegyi VSE II. 5, 10. Dynamic TSK Győr 3 pont
Rájátszás
1–4. helyért: 1. Rákoshegyi VSE 42, 2. Zalaegerszegi TE-ZÁÉV 36, 3. Ferencvárosi TC 27, 4. Balatoni Vasas 27 pont
5–7. helyért: 5. BKV Előre 26, 6. Tatabányai SC 24, 7. Győri Lenszövő 18 pont
8–10. helyért: 8. Szentesi TE 12, 9. Rákoshegyi VSE II. 7, 10. Dynamic TSK Győr 7 pont
2016–17
Alapszakasz: 1. Rákoshegyi VSE 32, 2. Zalaegerszegi TE-ZÁÉV 32, 3. Győri Lenszövő 26, 4. Balatoni Vasas 22, 5. BKV Előre 22, 6. Ferencvárosi TC 19, 7. Tatabányai SC 15, 8. Rákoshegyi VSE II. 6, 9. Szentesi TE 5 (1 pont levonva), 10. Bátonyterenyei TK 0 pont
Rájátszás
1–4. helyért: 1. Rákoshegyi VSE 44, 2. Zalaegerszegi TE-ZÁÉV 39, 3. Győri Lenszövő 27, 4. Balatoni Vasas 26 pont
5–8. helyért: 5. BKV Előre 32, 6. Ferencvárosi TC 26, 7. Tatabányai SC 22, 8. Rákoshegyi VSE II. 6 pont
2017–18
1. Zalaegerszegi TE-ZÁÉV 32, 2. Rákoshegyi VSE 26, 3. Tatabányai SC 26, 4. Győri Lenszövő 25, 5. Balatoni Vasas 23, 6. BKV Előre 18, 7. Szentesi TE 14, 8. Ferencvárosi TC 11, 9. Rákoshegyi VSE II. 4, 10. Bátonyterenyei TK 1 pont
2018–19
1. Zalaegerszegi TE-ZÁÉV 32, 2. Rákoshegyi VSE 29, 3. Győri Lenszövő 28, 4. Balatoni Vasas 22, 5. Ferencvárosi TC 22, 6. Tatabányai SC 21, 7. BKV Előre 10, 8. Szentesi TE 8, 9. Bátonyterenyei TK 6, 10. Rákoshegyi VSE II. 2 pont
2020–21
1. Ferencvárosi TC 28, 2. Zalaegerszegi TE-ZÁÉV 24, 3. Rákoshegyi VSE 22, 4. Győri Lenszövő 20, 5. Tatabányai SC 20, 6. BKV Előre 10, 7. Rákoshegyi VSE II. 8, 8. Balatoni Vasas 8, 9. Bátonyterenyei TK 4 pont
2021–22
1. Győri Lenszövő 24, 2. Ferencvárosi TC 20, 3. Zalaegerszegi TE-ZÁÉV 18, 4. Balatoni Vasas 17, 5. Rákoshegyi VSE 17, 6. BKV Előre 10, 7. Rákoshegyi VSE II. 4, 8. Bátonyterenyei TK 2 pont